# Zone de conservation des oiseaux de Bølene
La Zone de conservation des oiseaux de Bølene  est une aire protégée norvégienne qui est située dans le municipalité de Larvik, dans le comté de Vestfold.

## Description
La réserve naturelle de 0,242 km2 a été créée en 2009. Ce sont des îlots de l'archipel de Svenner, au large du côté nord-est du phare de Svenner, qui est un lieu de nidification important pour les espèces de Larinae (mouettes et goélands).

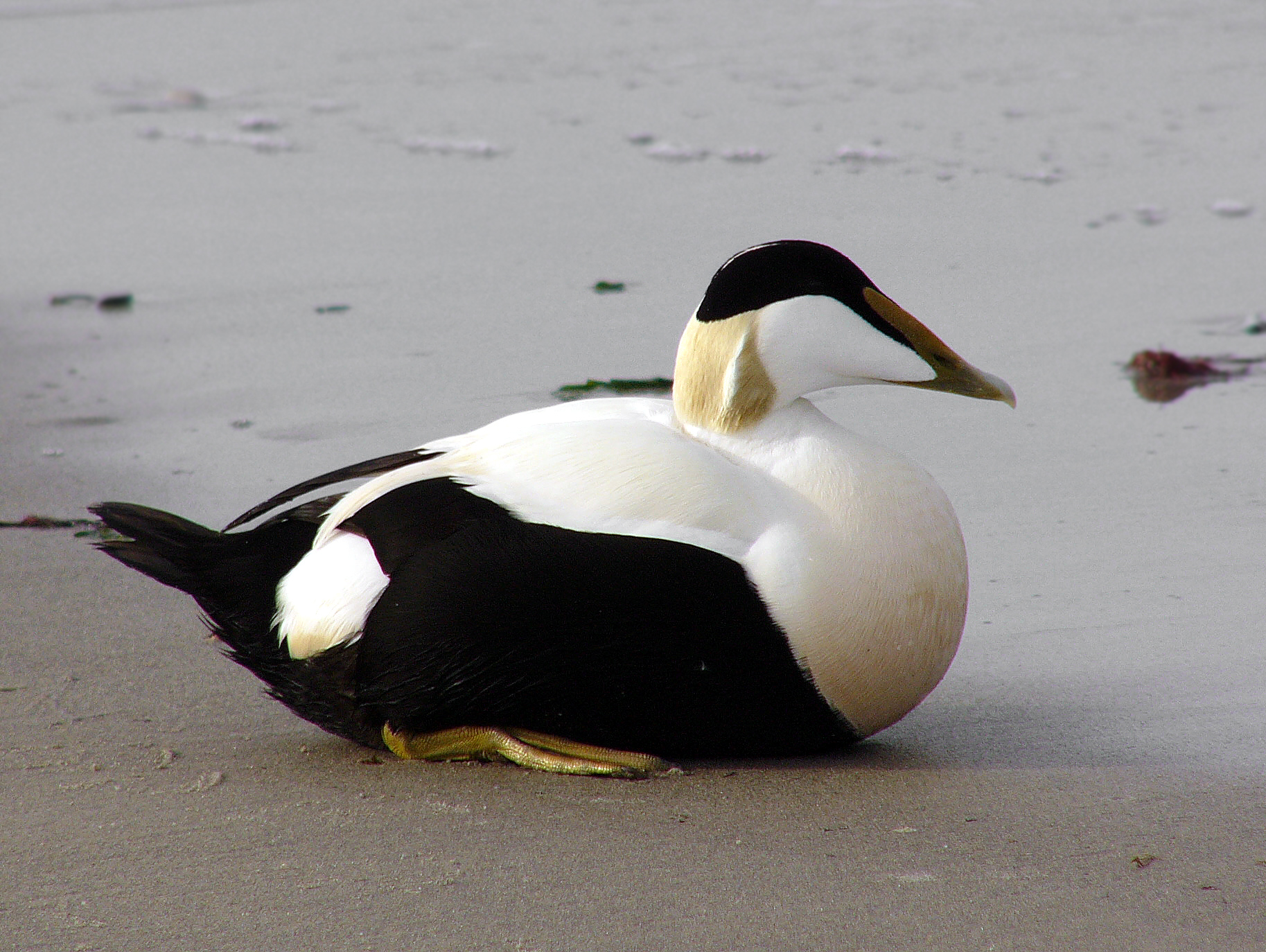
Eider à duvet

Bølen se compose de quatre récifs plus grands et de plusieurs plus petits qui possèdent l'une des plus grandes populations reproductrices connues de guillemot à miroir sur la côte du Skagerrak. Les falaises sont légèrement vallonnées, avec peu ou pas de végétation.
Bølen est un lieu de reproduction régional très important pour le guillemot à miroir. Jusqu'à 50 individus ont été observés pendant la saison de reproduction, et c'est un nombre élevé pour une espèce qui est autrement rare sur la côte du Skagerrak. L'eider à duvet, le goéland brun, le goéland argenté et le goéland marin utilisent également Bølene comme lieu de nidification.